# Кондауров, Алексей Петрович
Алексе́й Петро́вич Кондау́ров (род. 1949, Калининград, Московская область) — депутат Государственной Думы четвертого созыва, член Комитета Госдумы по образованию и науке. Бывший менеджер нефтяной компании «ЮКОС» Михаила Ходорковского. Генерал-майор КГБ в отставке.

## Биография
Родился 26 марта 1949 года в подмосковном Калининграде в семье рабочих. В 1971 году окончил факультет экономической кибернетики Московского инженерно-экономического института им. С. Орджоникидзе,  а также высшую школу КГБ в Минске. В 1971—1972 годах работал в Научно-исследовательском финансовом институте при Министерстве финансов СССР. В 1973—1991 годах работал в КГБ СССР, первоначально в 9-м, а затем - в 5-м Управлении, занимался розыском анонимов, а также занимался борьбой с терроризмом и экстремизмом, участвовал в составе и возглавлял оперативные группы по расследованию террористических актов, взрывов, угроз физической расправы над руководителями страны, должностными лицами и гражданами.
В последние годы службы возглавлял Центр общественных связей Министерства безопасности России. В 1993 году уволился из Министерства безопасности России в связи с несогласием с фактом и методами силового разгона Верховного Совета России.
С 1994 года участвовал в создании и деятельности политического движения «Духовное наследие», входя в его Центральный совет. Также участвовал в работе СВОП в качестве эксперта.
В 1999 году неудачно баллотировался в депутаты Государственной думы от КПРФ.
В 1994—2003 годах работал начальником информационного управления банковско-промышленной группы «Менатеп», нефтяной компании «ЮКОС», советником аппарата президента компании «ЮКОС-Москва». После ареста Михаила Ходорковского в октябре 2003 года неоднократно выступал в его защиту.
С декабря 2003 года по декабрь 2007 года — депутат Государственной Думы четвертого созыва (в федеральном избирательном списке компартии занимал 13-е место, не являясь её членом), член Комитета ГД по образованию и науке. Позднее выступал с критикой КПРФ, отмечая, что партия «теряет оппозиционность». В 2008 году избран членом президиума оппозиционной Национальной ассамблеи Российской Федерации.
4 октября 2010 года Алексей Кондауров и Андрей Пионтковский опубликовали на сайте Грани.Ру статью «Как нам победить клептократию», где предложили выдвинуть в президенты единого кандидата от правой и левой оппозиции от партии КПРФ. В качестве кандидатов они предложили выдвинуть кого-нибудь из российских старейшин и назвали 3 фамилии: Жорес Алфёров, Виктор Геращенко и Юрий Рыжов.
В сентябре 2014 г. подписал заявление с требованием «прекратить агрессивную авантюру: вывести с территории Украины российские войска и прекратить пропагандистскую, материальную и военную поддержку сепаратистам на Юго-Востоке Украины»
Генерал-майор запаса. Женат, сын — экономист, дочь — юрист.

### Интервью
- В России — кризис управления (Топ-менеджер НК ЮКОС отвечает на вопросы нашего корреспондента) // Завтра, 28 октября 2003
- Алексей Кондауров: «ЮКОС — это волчий билет» // Независимая газета, 27 декабря 2004
- Кремль против Андрея Лугового? // Эхо Москвы, 27 мая 2007